# Polutetivni mišić
Polutetivni mišić (lat. musculus semitendinosus) dugi je mišić stražnje strane natkoljenice. Mišić inervira lat. nervus tibialis. 

## Polazište i hvatište
Mišići polazi sa sjedne izbočine (sjedne kosti) tetivom koja je zajednička i dugoj glavi dvoglavog bedrenog mišića i s tetivne ploče koja povezuje ova dva mišića do 7,5 cm od njihovog polazišta. Niti idu prema dolje i hvataju se na gornjem dijelu medijalne strane goljenične kosti. 